# Magyar női labdarúgó-szuperkupa
A magyar női labdarúgó-szuperkupa egy 1993-ban alapított, a Magyar Labdarúgó-szövetség által kiírt kupa, mely az új idény első meccsét jelenti, s az előző év bajnoka játszik az előző év kupagyőztesével. A kupa utoljára 1998-ban került megrendezésre. A legsikeresebb csapat a Femina és László Kórház két-két győzelemmel.

## Története
A Magyar Labdarúgó-szövetség 1993-ban írta ki először a női labdarúgó-szuperkupát. Az első győztes a Renova csapata volt. A következő idényben, 1994-ben nem került meg rendezésre a magyar kupa-sorozat ezért a szuperkupa döntő is elmaradt. 1995-ben a László Kórház győzött. 1996-ban a Femina, mint bajnok és kupagyőztes játék nélkül szerezte meg trófeát. 1997-ben ismét a Femina diadalmaskodott ezúttal a Pécsi Fortuna legyőzésével. 1998-ban a László Kórház duplázott így mérkőzés nélkül lett szuperkupa győztes. Ezt követően a kupa nem került kiírásra. Összesen öt alkalommal volt győztes, de csak három kupadöntő volt. Mind háromban a vesztes a Pécsi Fortuna volt.

## Döntők
| Döntő éve | Győztes             | Vesztes          | Eredmény     | Helyszín   | Megjegyzés |
| --------- | ------------------- | ---------------- | ------------ | ---------- | ---------- |
| 1993      | Renova Spartacus SE | Pécsi Fortuna FC | 4–0          | Népstadion |            |
| 1994      | –                   | –                | –            | –          | –          |
| 1995      | László Kórház SC    | Pécsi Fortuna FC | 1–0 (?–?)    | ?          |            |
| 1996      | Femina              |                  | játék nélkül |            |            |
| 1997      | Femina              | Pécsi Fortuna FC | 3–1 (?–?)    |            |            |
| 1998      | László Kórház SC    |                  | játék nélkül |            |            |

## Győzelmek száma
| Klub neve        | Győzelem | Győzelem éve |
| ---------------- | -------- | ------------ |
| Femina           | 2        | 1996, 1997   |
| László Kórház SC | 2        | 1995, 1998   |
| Renova FC        | 1        | 1993         |